# Cirès
Cirès ist eine französische Gemeinde mit 11 Einwohnern (Stand 1. Januar 2022) im Département Haute-Garonne in der Region Okzitanien (zuvor Midi-Pyrénées). Die Einwohner werden als Cirésois bezeichnet.

## Geographie
Umgeben wird Cirès von den sechs Nachbargemeinden: 
|               | Ferrère                                     | Sost    |
| Bourg-d’Oueil | Kompassrose, die auf Nachbargemeinden zeigt | Caubous |
| Poubeau       | Cathervielle                                |         |

## Bevölkerungsentwicklung
| Jahr                      | 1962 | 1968 | 1975 | 1982 | 1990 | 1999 | 2008 | 2013 | 2016 | 2019 |
| ------------------------- | ---- | ---- | ---- | ---- | ---- | ---- | ---- | ---- | ---- | ---- |
| Einwohner                 | 31   | 21   | 21   | 11   | 11   | 8    | 12   | 12   | 12   | 14   |
| Quelle: Cassini und INSEE |      |      |      |      |      |      |      |      |      |      |

## Sehenswürdigkeiten

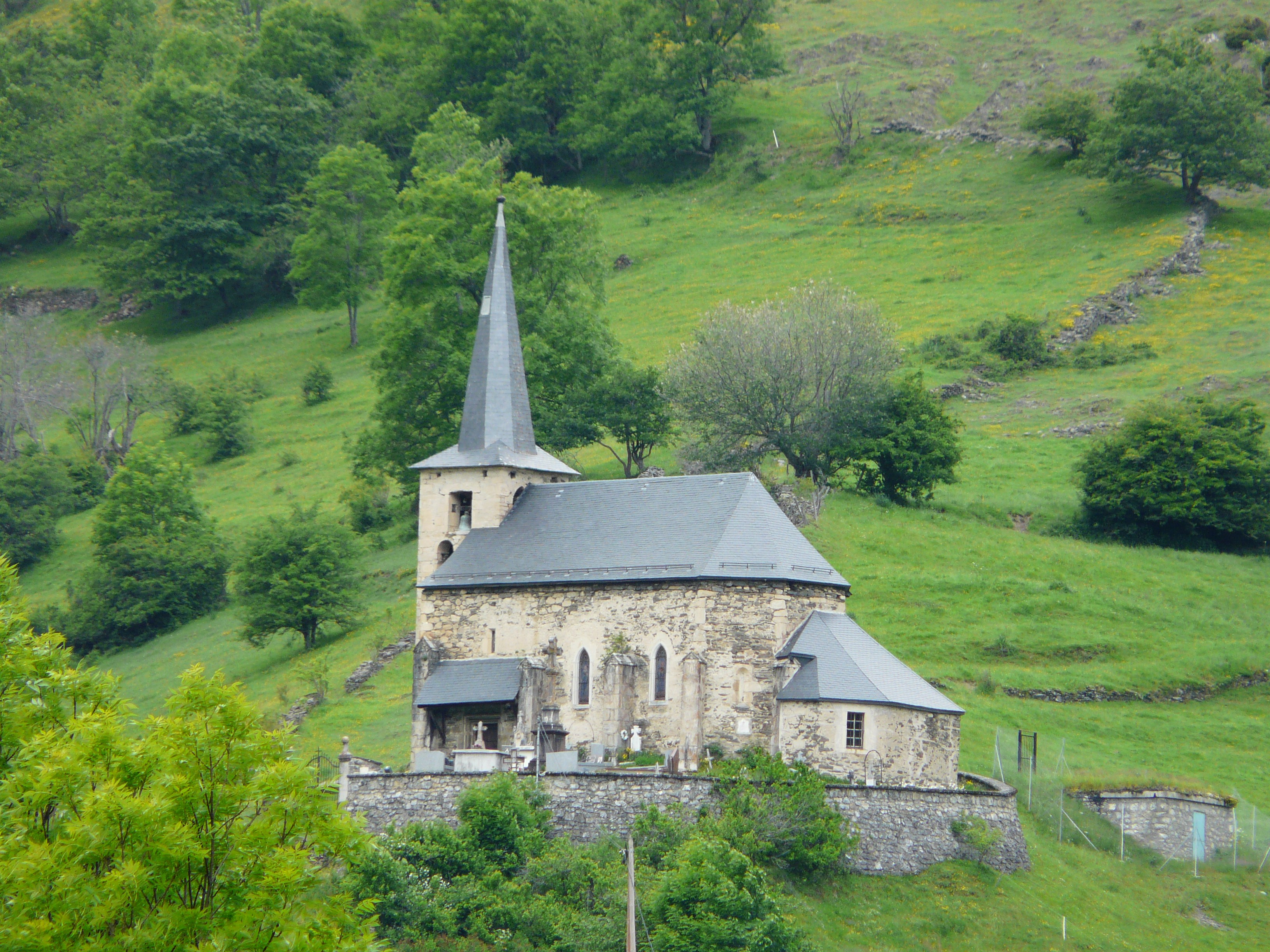
Kirche Nativité-de-la-Sainte-Vierge

- Kirche Nativité-de-la-Sainte-Vierge aus dem 15. Jahrhundert (Monument historique)

Siehe auch: Liste der Monuments historiques in Cirès